# Program Voyager
Program Voyager je program za istraživanje Sunčevog sustava koji se je sastojao od dvije letjelice Voyager 1 i Voyager 2. Lansirane su 1977. godine kako bi se iskoristilo povoljno planetarno poravnjanje kasnih 70-ih godina 20. stoljeća.
Dvije identične letjelice Voyager 1 i Voyager 2 su danas uz Pioneer 10 i Pioneer 11 letjelice koje su najviše udaljene od Zemlje. 25 godina poslije njihovog lansiranja 1977. godine, Voyager 1 i 2 su mnogo dalje od najudaljenijeg planeta Sunčevog sustava Neptuna i patuljastog planeta Plutona. Oni su prošli područje heliopauze, te se smatra kako tu počinje međuzvjezdano putovanje. Voyager 1 koji je gotovo dvostruko udaljeniji od Zemlje nego što je to Pluton se giba brzinom od više od 17 km/s. Obje letjelice još šalju signale putem Deep Space Network mreže. Primarna misija je bila istraživanje Jupitera i Saturna, a nakon toga Voyager 2 je bio poslan u istraživanje Urana i Neptuna, a Voyager 1 dalje prema Plutonu i kraju Sunčevog sustava.

## Letjelica
Voyageri su stabilizirani u sve tri osi. Na Voyagerima je smješteno 10 instrumenata ali sa samo 5 instrumenata direktno upravljaju znanstvenici odgovorni za taj instrument. To su: 
- Istraživač magnetskog polja (Magnetic field investigation)
- Istraživač nabijenih čestica niske energije (Low energy charged particle investigation)
- Istraživač plazme (Plasma investigation)
- Istraživač svemirskog zračenja (Cosmic ray investigation)
- Istraživač plazminih valova (Plasma wave investigation)

## Instrumenti
Planetarna radio astronomija (Planetary Radio Astronomy (PRA)) i Podsistem plazminih valova (Plasma Wave Subsystem (PWS))
- Dva odvojena instrumenta Planetary Radio Astronomy (PRA) i Plasma Wave Subsystem (PWS) dijele dvije duge antene koje tvore oblik slova V. PWS pokriva frekvencije u rasponu od 10 Hz to 56 kHz, a PRA pokriva frekvencije u rasponu od 20.4 kHz to 1300 kHz i od 2.3 MHz to 40.5 MHz.

Magnetometar (MAG)
- MAG može detektirati neke efekte Sunčevog vjetra na vanjske planete i mjesece. Njegov zadatak je mjeriti promjene u Sunčevom magnetskom polju, da detektira ima li koji vanjski planet magnetsko polje i istraživati sve vezano za njegov zadatak.

Radioizotopski termoelektrični generatori (Radioisotope Thermoelectric Generators (RTG))
- Radioizotopski termoelektrični generatori su glavni izvori električne struje u Voyagerima.

Antena velikog dobitka (High Gain Antenna (HGA))
- HGA emitira podatke prema Zemlji na dva frekvencijska kanala. Jedan na oko 8,4 ghz je X-band kanal i sadrži znanstvene podatke i podatke o položaju a drugi radi na oko 2,3 ghz, to je S-band kanal i on sadrži samo podatke o položaju i stanju letjelice.

Detektor nabijenih čestica niske energije (Low-Energy Charged Particle Detector (LECP))
Podsistem svemirskog zračenja (Cosmic Ray Subsystem (CRS))
- CRS traži plazmu i ima najosjetljivije detektore za tu vrstu istraživanja. Plazma se može pronaći na planetima poput Jupitera.

Podsistem polarizirane svjetlosti (Photopolarieter Subsystem)
- Photopolarieter Subsystem koristi 0,2 metarski teleskop s raznim filterima. On pokriva valne duljine u području od 235 nm do 750 nm. Photopolarieter Subsystem je dizajniran da istražuje fizička svojstva atmosfera Jupitera, Saturna i Saturnovih prstenova. On daje informacije o teksturi površine Jupiterovih i Saturnovih satelita.

Istraživač plazme (Plasma Investigation)
 Podsistem istraživanja slika (Imaging Science Subsystem (ISS))
- ISS je modificirana verzija kamere koje su bile upotrebljavane na letjelicama Mariner. ISS je sastavljen od dvije kamere. Jedna s manjom rezolucijom otvora 200mm, a druga s većom rezolucijom otvora 1500 mm.

Infracrveni interferometar, spektrometar i radiometar (Infrared Interferometer Spectrometer and Radiometer (IRIS))
- IRIS se sastoji od tri instrumenta: prvi je jako sofisticiran termometar, drugi je instrument koji može istraživati tipove elemenata u atmosferi ili na površini, treći koristi radiometar koji mjeri kut odbijanja Sunčevih zraka u vidljivom, ultraljubičastom i infracrvenom dijelu spektra.

Ultraljubičastki spektrometar (Ultraviolet Spectrometer (UVS))

## Smještaj instrumenata
Instrumenti su smješteni na desetostranoj «kutiji». Središte je namješteno da gleda prema Zemlji. Svaka strana kutije je opremljena različitim uređajima.

## Vanjske poveznice
|  | Zajednički poslužitelj ima stranicu o temi Program Voyager |

- NASA Voyager - Službene stranice